# Jan Śleszyński
Ivan Vladislavovich Sleshinsky ou Jan Śleszyński (em russo:  Иван Владиславович Слешинский; Lysianka, Governorado de Kiew, Império Russo, 23 de julho de 1854 – Cracóvia, 9 de março de 1931) foi um matemático polonês-russo.

## Formação e carreira
Estudou matemática na Universidade de Odessa, onde obteve o diploma em 1875, e na Universidade de Berlim, onde obteve um doutorado em 1882, orientado por Karl Weierstrass. Foi a partir de 1911 professor na Universidade Jaguelônica em Cracóvia.
O trabalho principal de Śleszyński foi sobre frações contínuas, mínimos quadrados e teoria da prova axiomática baseada sobre lógica matemática. Ele e Alfred Pringsheim, trabalhando separadamente, provaram o que é atualmente conhecido como teorema de Śleszyński–Pringsheim

## Publicações selecionadas
Suas mais significativas publicações incluem:
- "Teoria dowodu" ("The theory of proof") em dois volumes (1925, 1929).
- "Teoria wyznaczników" ("The theory of determinants") (1926).

Está sepultado no Cemitério Rakowicki.